# Alexander F. I. Forbes
Alexander Forbes Irvine Forbes (* 13. April 1871 in Kinellar, Aberdeenshire, Schottland; † 15. Mai 1959 in Kapstadt) war ein südafrikanischer Architekt und Amateurastronom schottischer Herkunft.

## Herkunft und Beruf
Forbes wuchs in Schottland auf. Bereits sein Vater war Amateurastronom, der sein eigenes Teleskop gebaut hatte. Sie lebten auf den Anwesen „Blairythan“ von David Gill, der später Her Majesty’s Astronomer am Kap der Guten Hoffnung werden sollte. So erwachte in Forbes früh die Liebe zur Astronomie.
Im Jahr 1896 kam er erstmals nach Südafrika, er lebte in Woodstock, einem Stadtteil von Kapstadt, und arbeitete bis 1907 auf dem Bau, als er wieder nach Schottland zurückkehrte, um in Aberdeen Kunst und Architektur zu studieren. Er schloss sein Studium 1909 ab, wurde Mitglied des Royal Institute of British Architects und kehrte endgültig nach Südafrika zurück, wo er bis 1932 in Kapstadt als Architekt arbeitete. Er wohnte zu der Zeit im Kapstädter Stadtteil Rosebank und erbaute sich eine eigene kleine Sternwarte mit einem selbstgebauten 8-Zoll-Reflektor neben seinem Anwesen „Craigie Brae“.
Im Jahr 1912 beteiligte er sich als Architekt mit einem Entwurf an der Ausschreibung für die Planung der neuen australischen Hauptstadt Canberra und gehörte zu den 46 Teilnehmern, deren Entwürfe in die engere Auswahl kamen.
Nach dem Erreichen seines Ruhestandsalters ging er 1932 nach Hermanus, etwa 90 km südöstlich von Kapstadt, wo er wieder neben seinem dortigen Anwesen „Blairythan“ eine private Sternwarte errichtete. Er gab seinen Beruf allerdings nicht völlig auf, sondern arbeitete in geringerem Umfang auch noch während der nächsten 20 Jahre als Architekt. 
Forbes war ein sehr begabter und wissbegieriger, dabei aber bescheidener Mensch, der nicht die Öffentlichkeit suchte. Er hatte viele Hobbys, in Hermanus betrieb er auch Ölmalerei und malte Landschaftsbilder.
Aus gesundheitlichen Gründen kehrte er schließlich 1956 wieder nach Kapstadt zurück, wo er noch einige Jahre im Hause seiner Nichte verbrachte. Er starb 1959 im Alter von 88 Jahren.

## Ehrenämter
Forbes war schon früh ein Mitglied der 1912 gegründeten Cape Astronomical Association, bei der er bereits als Schatzmeister fungierte, als im Jahr 1922 der Zusammenschluss mit der Johannesburg Astronomical Association erfolgte. Es entstand daraus die Astronomical Society of South Africa, später in Astronomical Society of Southern Africa (ASSA) umbenannt. Bei der neuen Gesellschaft war er von 1923 bis 1932 ein stellvertretendes Ratsmitglied und fungierte als Schatzmeister, und ebenso als Ausschussmitglied und Schatzmeister bei ihrer Kapstädter Abteilung. Von 1926 bis 1930 war er Bibliothekar, von 1925 bis 1945 Direktor der Comet Section und ab 1934 auch Direktor der Zodiacal Light Section der Gesellschaft. Ab 1937 war er Ratsmitglied und wurde schließlich von 1942 bis 1943 zum Präsidenten der Gesellschaft gewählt.
Forbes hielt regelmäßig Vorträge zu astronomischen Themen und lieferte viele Beiträge zu den Veröffentlichungen der Gesellschaft, sowohl über Kometen als auch über astronomische Instrumente. Insbesondere interessierte er sich als Architekt auch für den Bau von Observatoriumskuppeln und die Montierung der Instrumente. In einer Abhandlung beschrieb er die Montierung des 5-m-Spiegelteleskops am Palomar-Observatorium, von dem er auch ein maßstabsgerechtes Modell erstellte, das sich heute im Iziko South African Museum in Kapstadt befindet.

## Kometenentdeckungen
Forbes entdeckte vier Kometen:
1. 27P/Crommelin, Wiederentdeckung des bereits in den Jahren 1818 und 1873 beobachteten periodischen Kometen am 19. November 1928
2. 37P/Forbes am 1. August 1929
3. C/1930 L1 (Forbes) am 31. Mai 1930
4. C/1932 Y1 (Dodwell-Forbes) am 15. Dezember 1932

## Auszeichnungen
- 1929, 1930, 1932 – Verleihung der Donohoe Comet Medal der Astronomical Society of the Pacific für seine Kometenentdeckungen. Er war damit viermal Preisträger, nämlich der 123.,[4] 127.,[5] 137.[6] und 149.[7]
- 1958 – Ernennung zum Ehrenmitglied der Astronomical Society of Southern Africa.[8]